# Sunce Sombor
Sunce Sombor (code BELEX : SNCE) est une entreprise serbe qui a son siège social à Sombor, dans la province de Voïvodine. Elle travaille dans le secteur agroalimentaire.

## Histoire
Sunce Sombor a été créée en 1972 sous le nom de Inus ; elle devenue Sunce en 1991.
La société a été admise au libre marché de la Bourse de Belgrade le 14 avril 2004.

## Activités
Sunce produit des huiles et des graisses végétales. La société transforme les oléagineux et les conditionne sous forme d'huile brute ou raffinée. Dans sa gamme de produits classiques, on peut citer l'huile de tournesol et, parmi ses produits plus élaborés, des huiles pour les salades, l'huile aux oméga-3 et, parmi ses productions les plus originales, l'huile de sésame, de cucurbitacées ou encore l'huile d'olive, toutes pressées à froid.

## Données boursières
Le 21 juin 2013, l'action de Sunce Sombor valait 3 780 RSD (33,00 EUR). Elle a connu son cours le plus élevé, soit 40 000 RSD (349,21 EUR), le 4 avril 2007 et son cours le plus bas, soit 2 200 RSD (19,20 EUR), le 14 novembre 2011.
Le capital de Sunce Sombor est détenu à hauteur de 90,46 % par des entités juridiques, dont 21,79 % par l'Akcionarski fond Beograd, 21,29 % par Cesun Agro d.o.o., 21,29 % par Monus Distribucija d.o.o. et 20,60 % par Invej a.d.